# Edward Nelson
Edward Nelson (* 4. Mai 1932 in Decatur, Georgia; † 10. September 2014 in Princeton) war ein US-amerikanischer Mathematiker, der sich mit Analysis, mathematischer Physik, Wahrscheinlichkeitstheorie und Logik beschäftigte.

## Leben
Nelson studierte an der University of Chicago, wo er 1953 seinen Master-Abschluss machte und 1955 promoviert wurde. 1956 bis 1959 und 1973/74 war er am Institute for Advanced Study. Danach ging er an die Princeton University, wo er 1959 Assistant Professor, 1962 Associate Professor und 1964 Professor wurde. Er blieb an der Princeton University bis zu seiner Emeritierung 2013.
Die frühen Arbeiten von Nelson beschäftigten sich mit unendlichdimensionalen Darstellungen von Gruppen, mathematischer Quantenfeldtheorie und stochastischen Prozessen in der Begründung der Quantenmechanik, dargestellt in seinem Buch Dynamical theories of Brownian Motion, das auch physikalische Aspekte behandelt. Seine stochastische Mechanik als Interpretation der Quantenmechanik gab er in den 1980er Jahren auf.
Nelson war für seine Internal Set Theory bekannt, eine Version von Abraham Robinsons Nichtstandard-Analysis, bei der die Axiome der Mengenlehre ergänzt werden. Er beschäftigte sich auch mit der Neuformulierung der Wahrscheinlichkeitstheorie im Rahmen der Nichtstandard-Analysis. Zu seinen weiteren Interessen gehörte die Komplexitätstheorie (unter anderem das P-NP-Problem). Nach ihm und Hugo Hadwiger ist das Hadwiger-Nelson-Problem aus der Graphentheorie benannt, das Nelson 1950 als Erster formulierte.
Er war seit 1975 Mitglied der American Academy of Arts and Sciences und seit 1997 der National Academy of Sciences. Nelson war Ehrendoktor der Universität Straßburg. 1995 erhielt er den Leroy P. Steele Prize. 1974 war er Invited Speaker auf dem Internationalen Mathematikerkongress in Vancouver (Markov fields). Er war Fellow der American Mathematical Society. 1962 wurde er Sloan Research Fellow.

## Schriften
- Dynamical theory of Brownian Motion. Princeton University Press 1967
- Topics in Dynamics 1: Flows. Princeton University Press 1969
- Tensoranalysis. Princeton University Press 1967
- Quantum Fluctuations. Princeton University Press, 1985
- Predicative Arithmetic. Princeton University Press, 1986
- Radically elementary probability theory. Annals of Mathematical Studies, Princeton 1987